# بيزاراب
غونزالو جوليان كوندي (من مواليد 29 آب/أغسطس 1998)، المعروف باسم بيزاراب، هو منتج أسطوانات أرجنتيني ودي جي. رُشّح لجوائز الغرامي اللاتينية لأفضل منتج. غونزالو متخصّصٌ في أنواعٍ مثل التراب وما يُعرف بالموسيقى الإلكترونية الراقصة وموسيقى التراب اللاتينيّة فضلًا عن موسيقى الهيب هوب.